# Donovaly

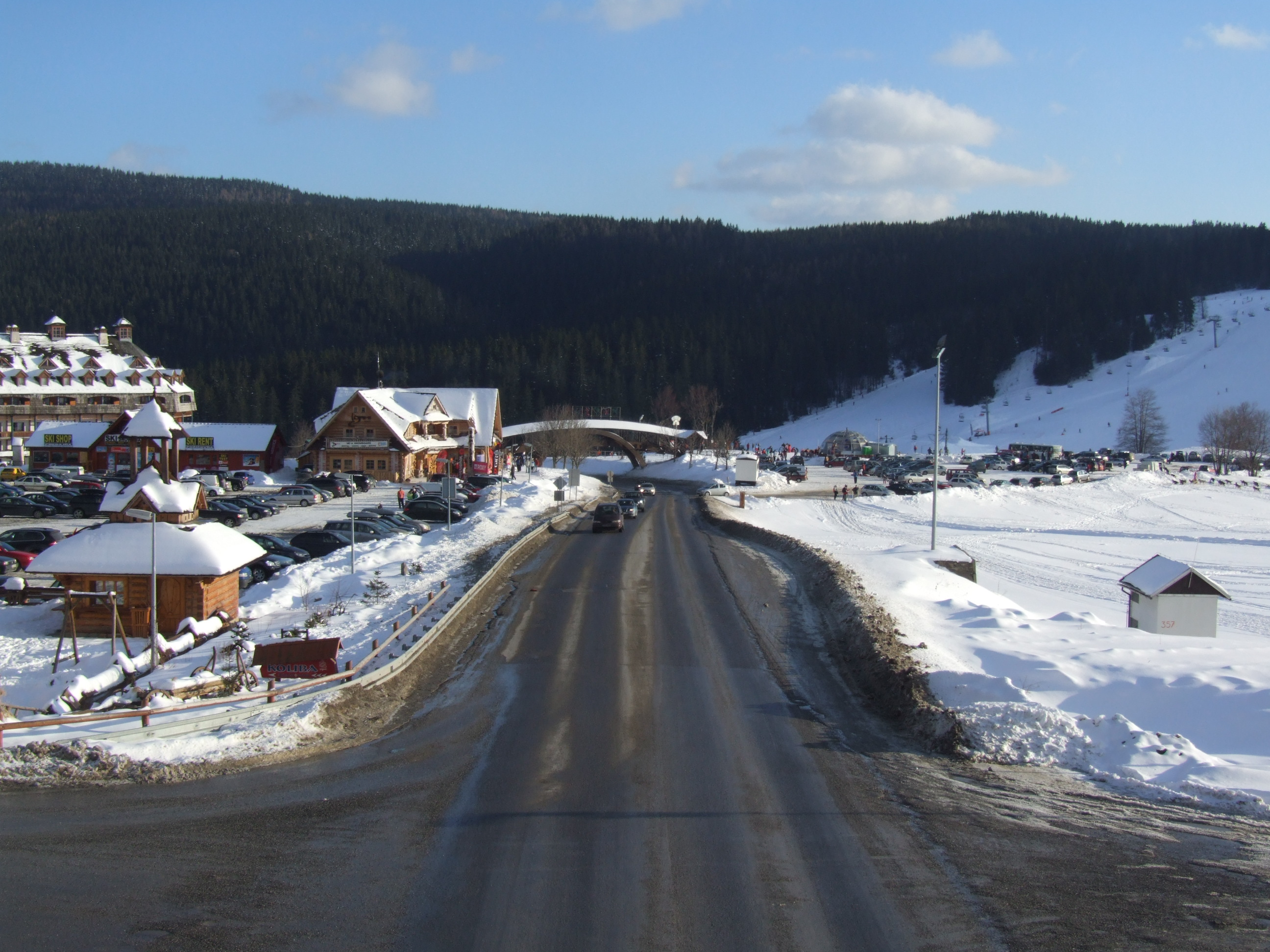
Calle 59 en Donovaly

Donovaly es un municipio del distrito de Banská Bystrica, en la región de Banská Bystrica, Eslovaquia. Tiene una población estimada, a fines del año 2020, de 260 habitantes.
Está ubicado en la zona centro-norte de la región, cerca del río Hron —un afluente izquierdo del Danubio— y de la frontera con la región de Žilina.

## Economía
La actividad predominante en la localidad es el turismo. Varias pistas de esquí y teleféricos atraen a los visitantes. Hay múltiples hoteles y lugares de alojamiento en la zona. 

## Demografía
| Año        | 1994 | 2004     | 2014     | 2024     |
| ---------- | ---- | -------- | -------- | -------- |
| Población  | 138  | 153      | 222      | 283      |
| Diferencia |      | +10,86 % | +45,09 % | +27,47 % |

| Año        | 2023 | 2024 |
| ---------- | ---- | ---- |
| Población  | 283  | 283  |
| Diferencia |      | +0 % |